# Дробный, Ярослав (футболист)
Ярослав Дробный (чеш. Jaroslav Drobný; 18 октября 1979, Початки, Чехословакия) — чешский футболист, вратарь. Выступал за сборную Чехии.

## Карьера
В начале 2005 года Дробный заключил предварительное соглашение с английским «Фулхэмом». Вскоре после продажи основного вратаря команды Эдвина ван дер Сара в «Манчестер Юнайтед», Ярослав был представлен в качестве игрока «горожан». Контракт с чехом был подписан на три сезона.
В январе 2006 года Ярослав перешёл на правах аренды в нидерландский клуб АДО Ден Хааг. В чемпионате Нидерландов голкипер дебютировал 8 февраля в матче против клуба НАК. Встреча завершилась поражением «жёлто-зелёных» со счётом 0:3. В двенадцати матчах чемпионата Дробный пропустил семнадцать голов.
5 июля 2010 года подписал контракт в качестве свободного агента с «Гамбургом».
В июне 2016 года в качестве свободного агента перешёл в бременский «Вердер», подписав с клубом однолетний контракт.
В июне 2017 года стало известно, что вратарь останется в команде ещё на сезон.
В октябре 2019 года вернулся в Чехию, в бывший клуб «Динамо».

## Статистика выступлений за сборную
| Матчи за сборную Чехии | Матчи за сборную Чехии | Матчи за сборную Чехии | Матчи за сборную Чехии | Матчи за сборную Чехии | Матчи за сборную Чехии | Матчи за сборную Чехии |
| ---------------------- | ---------------------- | ---------------------- | ---------------------- | ---------------------- | ---------------------- | ---------------------- |
| №                      | Дата                   | Оппонент               | Счёт                   | Голы                   | Соревнование           |                        |
| 1                      | 11 февраля 2009        | Марокко                | 0:0                    | -                      | Товарищеский матч      |                        |
| 2                      | 15 ноября 2009         | ОАЭ                    | 0:0 (2:3 пен.)         | -                      | Товарищеский турнир    |                        |
| 3                      | 3 марта 2010           | Шотландия              | 0:1                    | -1                     | Товарищеский матч      |                        |
| 4                      | 11 августа 2010        | Латвия                 | 4:1                    | -1                     | Товарищеский матч      |                        |
| 5                      | 6 сентября 2011        | Украина                | 4:0                    | -                      | Товарищеский матч      |                        |
| 6                      | 26 мая 2012            | Израиль                | 2:1                    | -1                     | Товарищеский матч      |                        |
| 7                      | 14 августа 2013        | Венгрия                | 1:1                    | -1                     | Товарищеский матч      |                        |